# Argalant
Altanbulag (tiếng Mông Cổ: Аргалант) là một sum của tỉnh Töv ở Mông Cổ. Vào năm 2007, dân số của sum là 1.955 người.

## Địa lý
Sum có diện tích khoảng 1.600 km2. Trung tâm sum, Argalant, nằm cách tỉnh lỵ Zuunmod 120 km và thủ đô Ulaanbaatar 80 km.

### Khí hậu
Argalant có nhiệt độ trung bình hàng năm là 4 °C. Tháng ấm nhất là tháng 7, khi nhiệt độ trung bình là 24 °C và lạnh nhất là tháng 1, với −22 °C. Lượng mưa trung bình hàng năm là 332 mm. Tháng ẩm ướt nhất là tháng 7, với lượng mưa trung bình là 85 mm, và khô nhất là tháng 2, với 2 mm.

## Kinh tế
Sum có một trường học, bệnh viện, trung tâm thương mại và nhà văn hóa. Năm 2004, Argalant có khoảng 44.000 đầu gia súc, bao gồm 18.000 con dê, 20.000 con cừu, 2.200 con bò, 4.000 con ngựa và 6 con lạc đà.